# Лацко
Лацко (Lațco, молд. Лацку Водэ) — младший (старший) сын Богдана I, воевода Молдавского княжества, в промежутке позднее июля месяца 1368 года—1375 года.
Лацко вёл войну с  Венгерским королевством, не желавшей признать нового господарства. Его имя является уменьшительным от имени Владислав (венг. László), которое в то время было очень распространено в Венгерском королевстве. По его смерти на молдавский престол был призван литовский князь Юрий Кориатович, умер в 1374 или 1375 году без потомства, а по одной из версий был похоронен в Бырладе, после того, как был отравлен молдавскими боярами, так как претендовал на власть в Молдавском княжестве.

## Биография
Сведения о древнейшей истории княжества крайне скудны и сбивчивы, но известно что до 1377 года первое Молдавское княжество находилось в ленной зависимости от Венгерского королевства.
Лацко был сыном Молдавского воеводы Богдана. В начале 1370-х годов написал письмо Папе Урбану V, в котором выразил желание принять католическую веру, и просил Папу посвятить епископа в Сирет, столицу княжества.
Его действия были главным образом определены политическими обоснованиями, что видно по тем каналам, через которые он передал свою просьбу Папе. Князь обратился не через католического прелата в Венгрии, а к Папе напрямую. Ему помогли два францисканца, польского происхождения: Николай Мельсак и Павел Свидницкий.
После смены пражского и краковского архиепископов, Папа поручил посвятить польского францисканца Андрея Ястренбеца епископом Сирета. 3 сентября 1371 года Папа Римский Григорий XI назначил второго епископа в город Милков.
Лацко надеялся, что Папа Римский позволит ему развестись с женой, не принесшей ему сына. Но в письме от 25 января 1372 года понтифик отклонил его просьбу.
Господарь Молдавии, однако, скоро осознал, что население страны противится католицизму, который посягал и на его политические интересы. Последовало обращение к Галицкому архипастырю, чтобы он посвятил для Молдавского княжества двух своих выбранных молдаванами епископов. Митрополит Галицкий Антоний посвятил — по одним данным в 1371 году, по другим в 1373 году — епископа Иосифа с пребыванием в Белгороде (Четатя-Албэ).
Во времена Лацко в документах папской курии появляется титулатура «Laczko, dux Moldaviensis» (Лацко, господарь Молдавии). После смерти Лацко был погребён в православном соборе в городе Радовцы (Рэдэуци), где ранее был похоронен и его отец Богдан I.
Историк Николай Йорга отмечал, что к концу правления Лацко Молдавское княжество всё ещё было страной довольно-таки малой с незащищёнными границами.

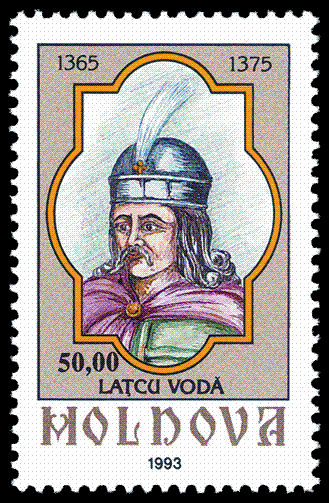
Почтовая марка Молдовы, 1993 год.
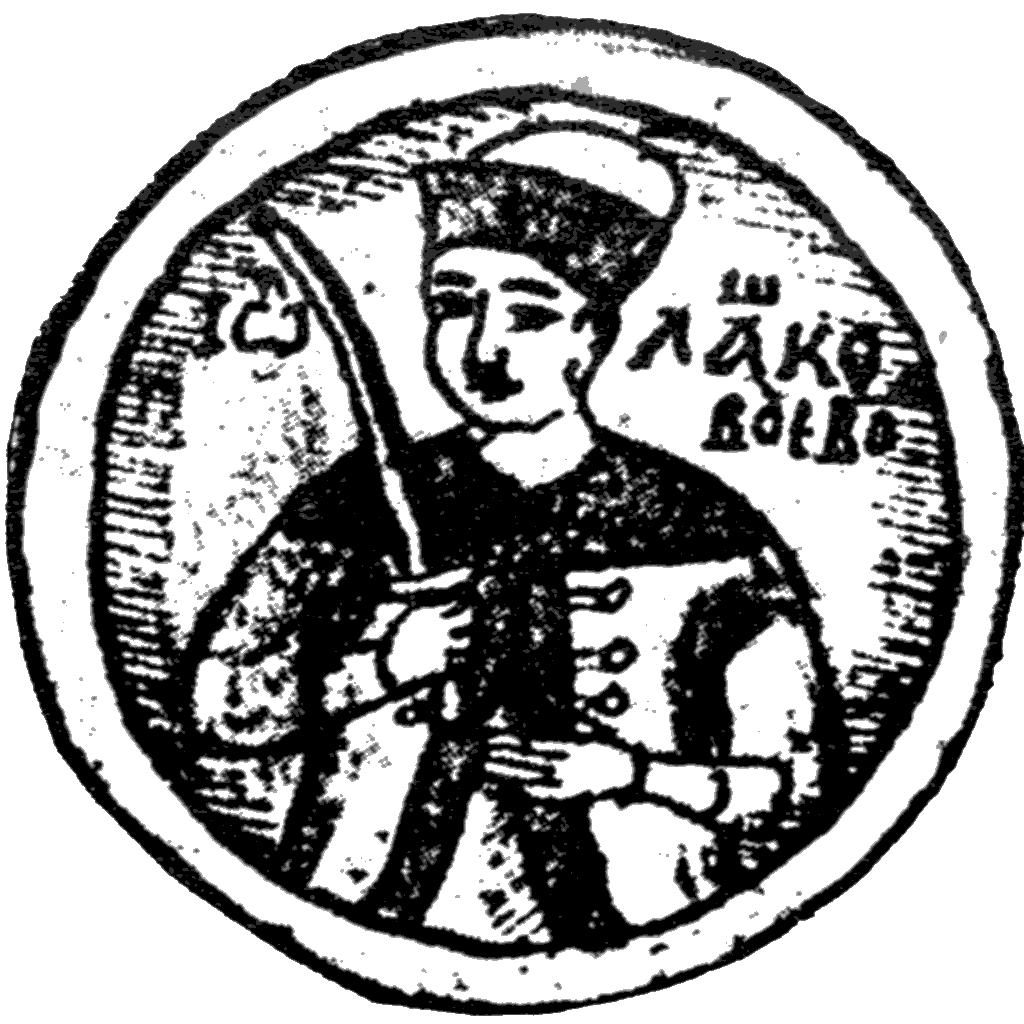
Лацко, воевода Молдовы. Миниатюра в одном манускрипте XVIII века.
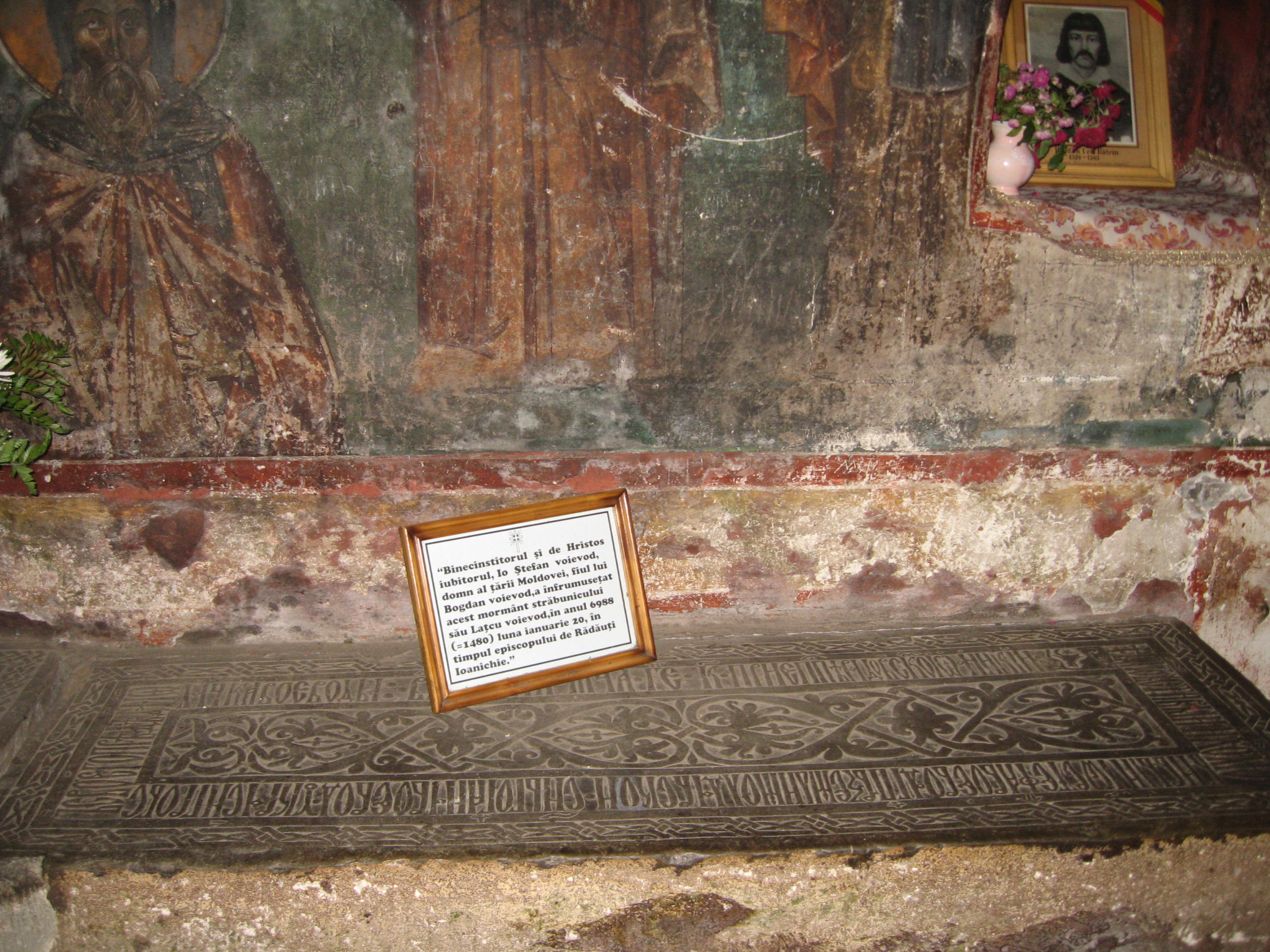
Могила правителя в монастыре Богдана.